# Bahnstrecke Ebeleben–Mühlhausen
| |                            |                               |                               |
| Streckennummer: | 6720                       |                               |                               |
| Kursbuchstrecke: | 159n (1934) 644 (1974, DR) |                               |                               |
| Streckenlänge: | 25,6 km                    |                               |                               |
| Spurweite: | 1435 mm (Normalspur)       |                               |                               |
| |                            |                               |                               |
| \| \| \| von Hohenebra und von Greußen \| \| \| \| 0,00 \| Ebeleben (alter Bahnhof) \| 231 m \| \| \| \| nach Menteroda \| \| \| \| 0,90 \| Helbe (21 m) \| Helbe (21 m) \| \| \| 1,23 \| Urbach \| Urbach \| \| \| 1,32 \| Teichgraben \| Teichgraben \| \| \| 4,20 \| Rockensußra \| 270 m \| \| \| \| Anschluss Schrottplatz \| \| \| \| 6,35 \| Mehrstedt \| 267 m \| \| \| 8,41 \| Mehrstedter Wasser (9 m) \| Mehrstedter Wasser (9 m) \| \| \| 8,75 \| Straße \| Straße \| \| \| 8,86 \| Schlotheim \| 245 m \| \| \| 9,40 \| Notter (34 m) \| Notter (34 m) \| \| \| 12,29 \| Oesterkörner \| 225 m \| \| \| 14,85 \| Holzbach (5 m) \| Holzbach (5 m) \| \| \| 15,04 \| Körner \| 214 m \| \| \| 18,23 \| Grabe \| 200 m \| \| \| 18,63 \| Notter \| Notter \| \| \| 18,95 \| Notter \| Notter \| \| \| 19,70 \| Notter \| Notter \| \| \| 19,95 \| Notter \| Notter \| \| \| 21,48 \| Bollstedt \| 190 m \| \| \| 21,79 \| Unstrut (21 m) \| Unstrut (21 m) \| \| \| \| von Gotha \| \| \| \| \| von Treffurt \| \| \| \| 25,60 \| Mühlhausen (Thür) \| 202 m \| \| \| \| nach Leinefelde \| \| |                            |                               |                               |
| Abzweig geradeaus und von rechts (Strecke außer Betrieb) |                            | von Hohenebra und von Greußen | von Hohenebra und von Greußen |
| Bahnhof (Strecke außer Betrieb) | 0,00                       | Ebeleben (alter Bahnhof)      | 231 m                         |
| Abzweig geradeaus und nach rechts (Strecke außer Betrieb) |                            | nach Menteroda                | nach Menteroda                |
| Brücke über Wasserlauf (Strecke außer Betrieb) | 0,90                       | Helbe (21 m)                  | Helbe (21 m)                  |
| Brücke über Wasserlauf (Strecke außer Betrieb) | 1,23                       | Urbach                        | Urbach                        |
| Brücke über Wasserlauf (Strecke außer Betrieb) | 1,32                       | Teichgraben                   | Teichgraben                   |
| Bahnhof (Strecke außer Betrieb) | 4,20                       | Rockensußra                   | 270 m                         |
| Abzweig geradeaus und nach links (Strecke außer Betrieb) |                            | Anschluss Schrottplatz        | Anschluss Schrottplatz        |
| Haltepunkt / Haltestelle (Strecke außer Betrieb) | 6,35                       | Mehrstedt                     | 267 m                         |
| Brücke über Wasserlauf (Strecke außer Betrieb) | 8,41                       | Mehrstedter Wasser (9 m)      | Mehrstedter Wasser (9 m)      |
| Strecke mit Straßenbrücke (Strecke außer Betrieb) | 8,75                       | Straße                        | Straße                        |
| Bahnhof (Strecke außer Betrieb) | 8,86                       | Schlotheim                    | 245 m                         |
| Brücke über Wasserlauf (Strecke außer Betrieb) | 9,40                       | Notter (34 m)                 | Notter (34 m)                 |
| Haltepunkt / Haltestelle (Strecke außer Betrieb) | 12,29                      | Oesterkörner                  | 225 m                         |
| Brücke über Wasserlauf (Strecke außer Betrieb) | 14,85                      | Holzbach (5 m)                | Holzbach (5 m)                |
| Bahnhof (Strecke außer Betrieb) | 15,04                      | Körner                        | 214 m                         |
| Bahnhof (Strecke außer Betrieb) | 18,23                      | Grabe                         | 200 m                         |
| Brücke über Wasserlauf (Strecke außer Betrieb) | 18,63                      | Notter                        | Notter                        |
| Brücke über Wasserlauf (Strecke außer Betrieb) | 18,95                      | Notter                        | Notter                        |
| Brücke über Wasserlauf (Strecke außer Betrieb) | 19,70                      | Notter                        | Notter                        |
| Brücke über Wasserlauf (Strecke außer Betrieb) | 19,95                      | Notter                        | Notter                        |
| Bahnhof (Strecke außer Betrieb) | 21,48                      | Bollstedt                     | 190 m                         |
| Brücke über Wasserlauf (Strecke außer Betrieb) | 21,79                      | Unstrut (21 m)                | Unstrut (21 m)                |
| Abzweig ehemals geradeaus und von links |                            | von Gotha                     | von Gotha                     |
| Abzweig geradeaus und ehemals von links |                            | von Treffurt                  | von Treffurt                  |
| Bahnhof | 25,60                      | Mühlhausen (Thür)             | 202 m                         |
| Strecke |                            | nach Leinefelde               | nach Leinefelde               |

Die Bahnstrecke Ebeleben–Mühlhausen war eine Nebenbahn in Thüringen, die ursprünglich von der Eisenbahn-Gesellschaft Mühlhausen-Ebeleben erbaut und betrieben wurde. Sie führte von der ehemals preußischen Stadt Mühlhausen/Thüringen im heutigen Unstrut-Hainich-Kreis in östlicher Richtung über Schlotheim bis Ebeleben, wo sie auf zwei andere Privatbahnen traf: Die Hohenebra-Ebelebener Eisenbahn und die Greußen-Ebeleben-Keulaer Eisenbahn, die beide zum Bachstein-Konzern gehörten.

## Geschichte

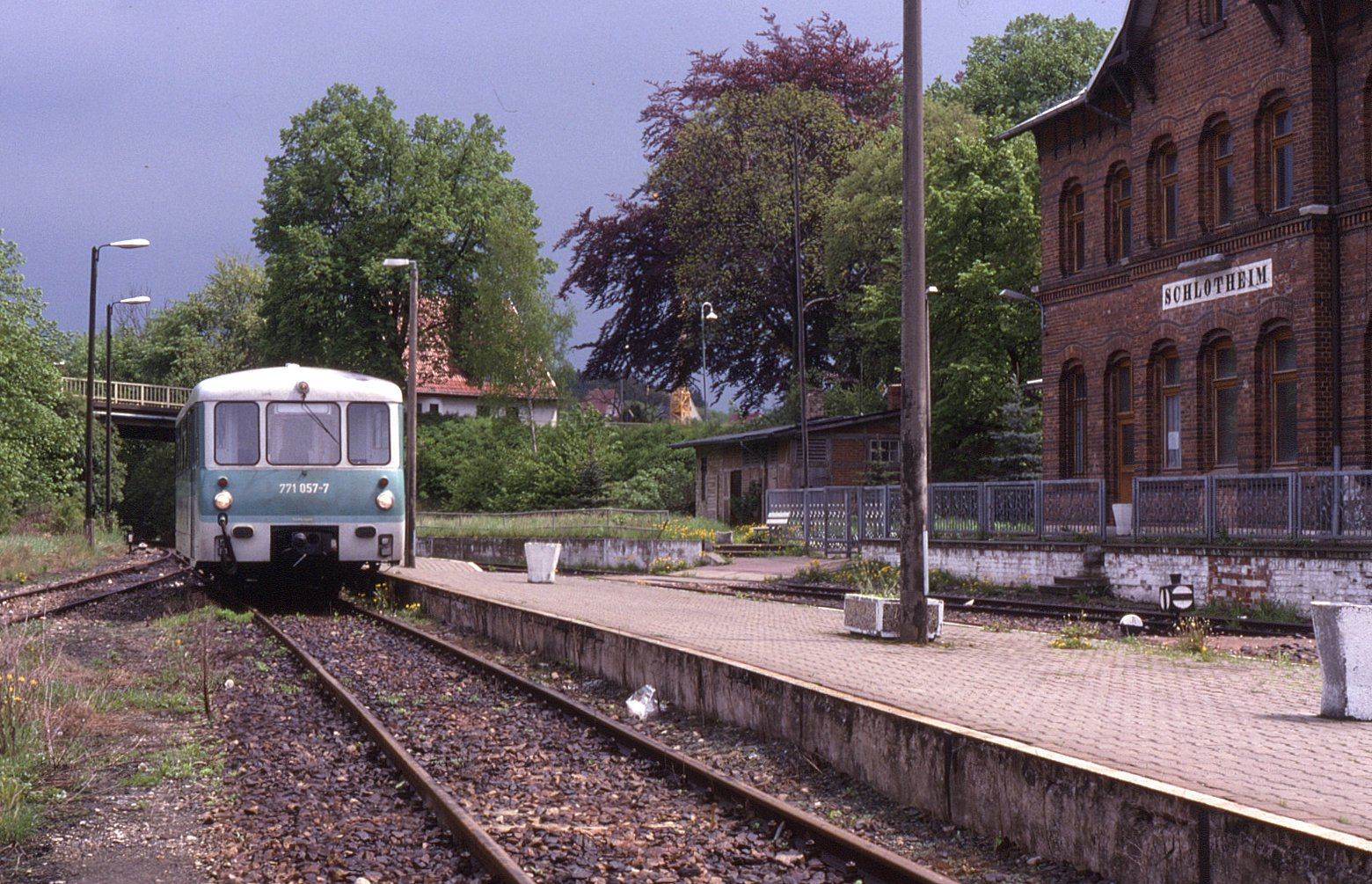
Bahnhof Schlotheim (1996)

Die Eisenbahn-Gesellschaft Mühlhausen-Ebeleben war mit finanzieller Unterstützung des Kreises Mühlhausen, der Städte Mühlhausen und Schlotheim, der Gemeinde Körner und des Bezirks Sondershausen von der Bahnbaufirma Lenz & Co. gegründet worden, die auch die Betriebsführung übernahm. Am 3. Juni 1897 wurde die normalspurige Kleinbahn für den Personenverkehr und am 1. Juli 1897 für den Güterverkehr eröffnet. Von den fast 26 km Strecke lagen nur 9 km in Preußen, der Rest verteilte sich etwa gleichmäßig auf das Herzogtum Sachsen-Coburg-Gotha sowie die Fürstentümer Schwarzburg-Rudolstadt und Schwarzburg-Sondershausen, die sich erst 1920 zum Land Thüringen vereinigten. Daher wurde die Bahn nicht nach den Vorschriften des preußischen Kleinbahngesetzes errichtet. Der Betriebsmittelpunkt lag im Bahnhof Schlotheim.
Nach Ende des Zweiten Weltkrieges gelang es, die Demontage als Reparationsleistung für die Sowjetunion zu verhindern. Am 18. Juli 1946 wurde die Bahn zugunsten des Landes Thüringen enteignet, das den Betrieb am 23. September 1947 auf den landeseigenen Betrieb Thüringische Eisenbahnen übertrug. Von dort kam sie am 1. April 1949 zur Deutschen Reichsbahn. Diese bediente die gesamte Strecke bis zum 29. September 1974, dann nur noch den Abschnitt Mühlhausen–Schlotheim. Hier wurde der Güterverkehr mit Jahresende 1994 und der Personenverkehr am 31. Mai 1997 eingestellt. Zum 15. August 1998 wurde der Abschnitt Schlotheim–Mühlhausen stillgelegt. Die Strecke ist mittlerweile vollständig abgebaut und teils in den Unstrut-Werra-Radweg integriert.